# Reliquia (género)
Reliquia es un género de mariposas de la familia Pieridae.

## Descripción
Especie tipo por designación original Reliquia santamarta Ackery, 1975

## Diversidad
Existe 1 especie reconocida en el Neotrópico

## Plantas hospederas
Las especies del género Reliquia se alimentan de plantas de la familia Brassicaceae.